# Fabel

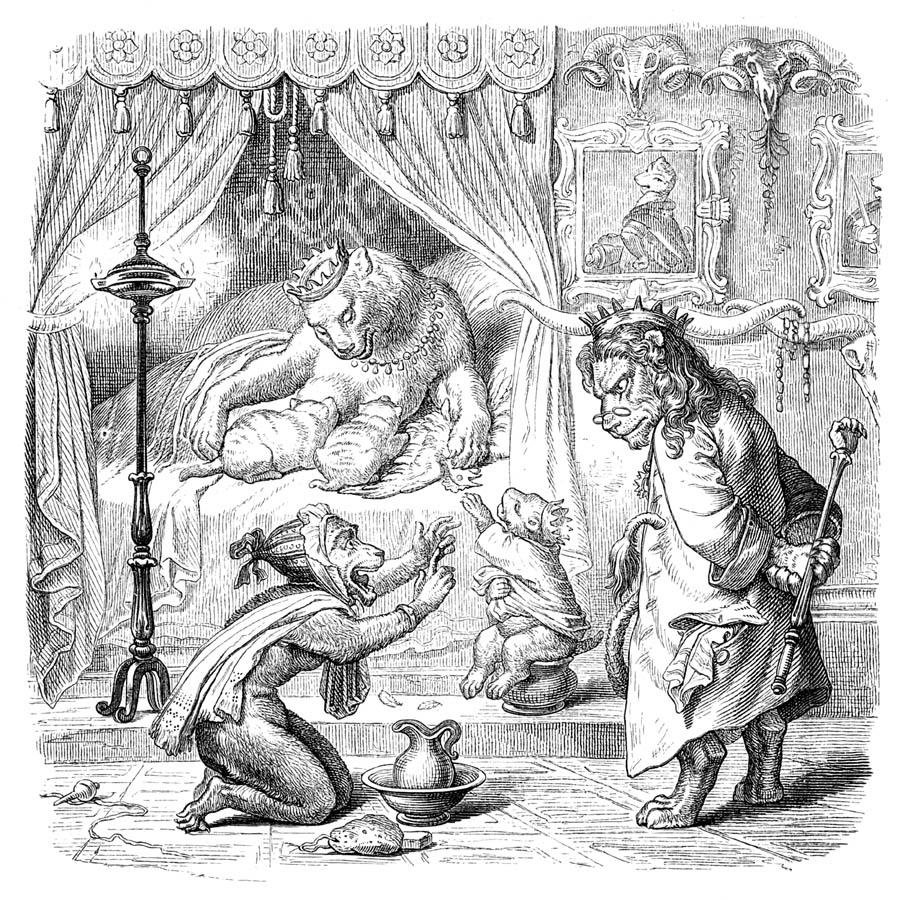
Wilhelm von Kaulbach: Illustration (1857) zu Goethes Reineke Fuchs

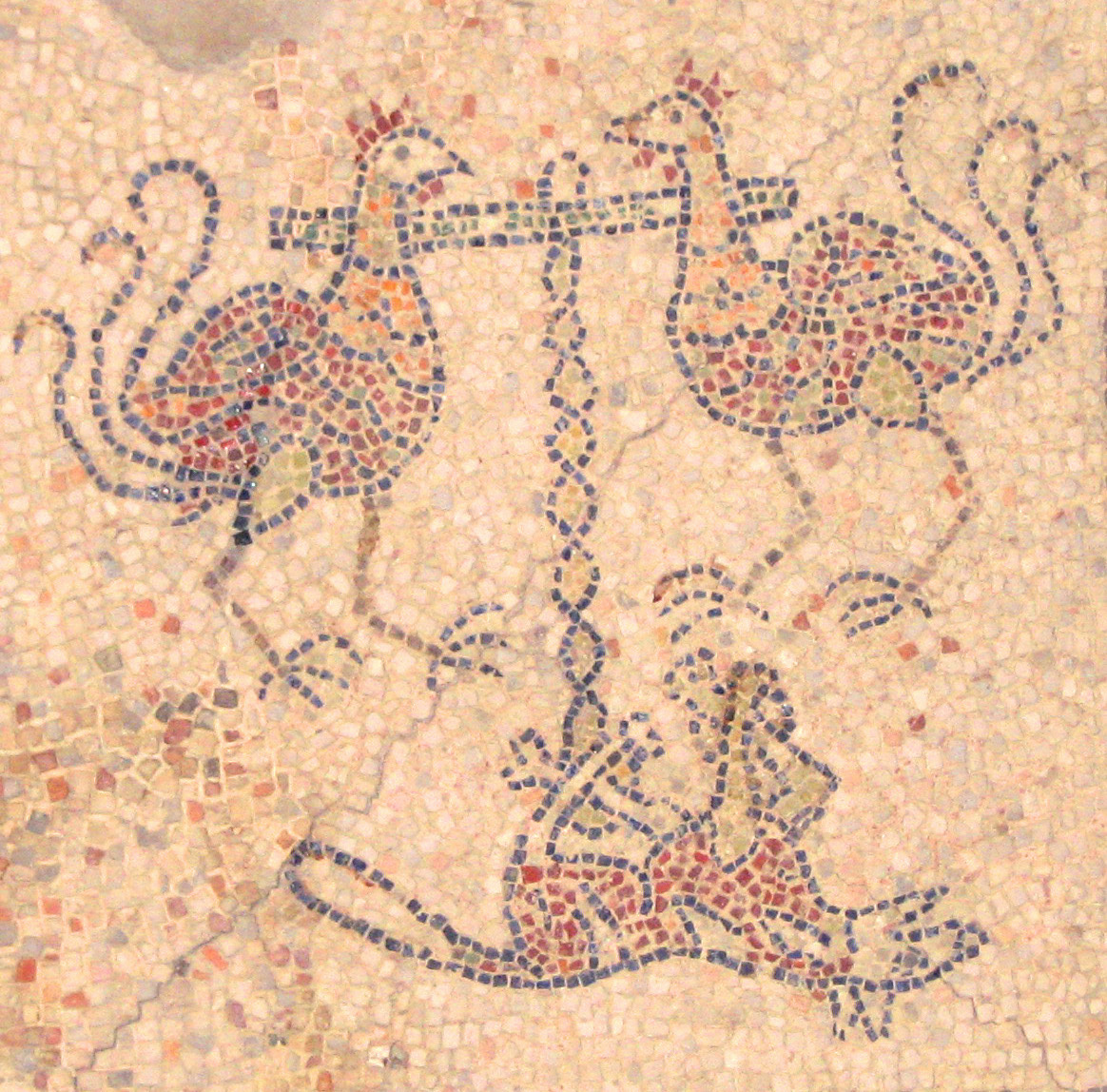
Der Leichenzug des Fuchses nach einer Fabel von Äsop auf einem Kirchenfußboden aus dem 13. Jahrhundert in Ravenna

Die Fabel (lateinisch fabula, „Geschichte, Erzählung, Sage“) bezeichnet eine in Versen oder Prosa verfasste, kürzere Erzählung mit belehrender Absicht, in der vor allem Tiere, aber auch Pflanzen und Dingliches oder fabelhafte Mischwesen menschliche Eigenschaften besitzen (Personifikation) und auch menschlich handeln (Bildebene). Die Dramatik der Fabelhandlung zielt auf eine Schlusspointe hin, an die sich meist eine allgemeingültige Moral (Sachebene) anschließt. Durch die leichte Erkennbarkeit der Lehre unterscheidet sich die Fabel von anderen Formen didaktischer Dichtung wie dem Gleichnis oder der Parabel.

## Gattungsgeschichte

### Außereuropäisches Altertum
In Sumer wurden Mitte des 3. Jahrtausends v. Chr. Erzählungen wie die Fabel vom klugen Wolf und den neun dummen Wölfen als Lehrtexte in den Schulen verwendet. 1927 übersetzte der Altorientalist Erich Ebeling antike vorderasiatische Fabeln ins Deutsche.
Fabeln sind in unterschiedlichen Sprachen aus Mesopotamien, Anatolien und der Levante überliefert. Die zweisprachigen hethitisch-hurritischen Fabeln (hethitische Fassung ca. 1400 v. Chr., hurritische Überlieferung ca. 16.–17. Jahrhundert v. Chr.) gehören zu den wichtigsten Fabelsammlungen des Altertums. Aus dem alten Ägypten sind keine Fabeltexte, aber Bilder von Tierfabeln (oder Tiermärchen) bekannt. Die Ninurta-Uballitsu-Fabelsammlung (Assyrien, 716 v. Chr.) ist die älteste, datierte Sammlung, deren Herausgeber bekannt ist.
Bekannt sind die altindische Fabelsammlung Panchatantra, sowie deren Übersetzung und Bearbeitung ins Arabische (vermittelt über das Persische) Kalīla wa Dimna und schließlich die Fabeln des Arabers Luqman.

### Europäische Antike
Als Begründer der europäischen Fabeldichtung gilt Äsop, der um 600 v. Chr. als Sklave in Griechenland lebte. Äsops Fabeln fanden über Phaedrus, Babrios und Avianus Eingang in das mittelalterliche Europa.
Die älteste überlieferte Fabel findet sich in Hesiods Lehrgedicht Werke und Tage. In der Antike wurde die Fabel nicht als literarische Gattung angesehen. Sie wurde häufig als rhetorisches Element verwendet. So schreibt Aristoteles in seiner Rhetorik über Beispiele in Reden und nennt die Fabel von Äsop (als fingiertes Beispiel) und das historische Ereignis. Beispiele für die Verwendung in der lateinischen Literatur finden sich bei Horaz (Die Fabel von der Stadtmaus und der Landmaus. Sermo II,6 Zeile 79–105) und bei Livius (Die Fabel vom Magen und von den Gliedern.).
Erst Phaedrus schrieb Fabelbücher, die vor allem durch eine Prosabearbeitung, das Romulus-Corpus, verbreitet wurden.

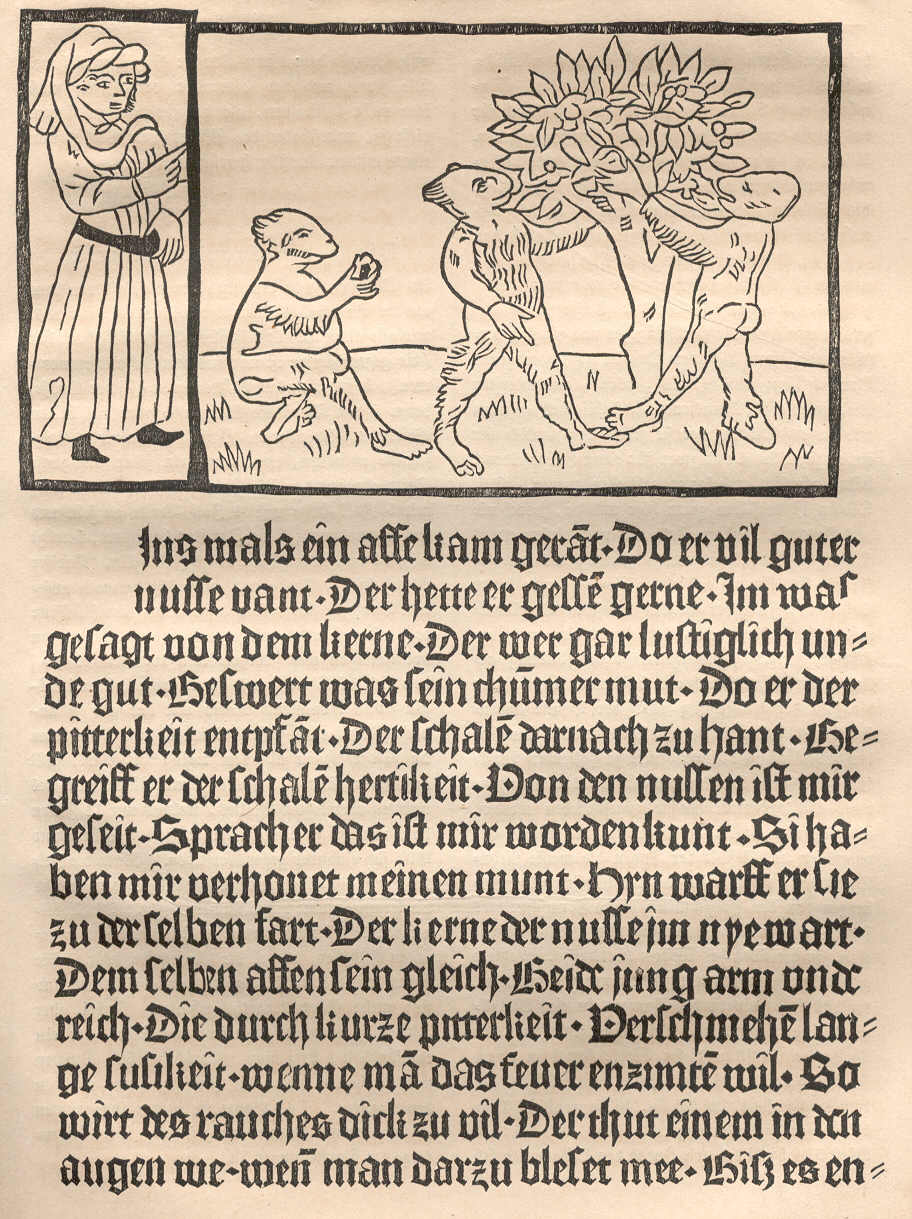
Seite aus: Der Edelstein, gedruckt von Albrecht Pfister, Bamberg 1461

### Europäisches Mittelalter
Als eine mit der Fabel verwandte epische Großform mit anthropomorphisierten Tieren als handelnden Figuren entstehen ab dem 11. Jahrhundert in Deutschland Tierepen wie die Ecbasis captivi der Reineke Fuchs oder der Ysengrimus. Als ältester Fabeldichter in deutscher Sprache kann der mittelhochdeutsche Dichter Der Stricker gelten, dessen Werke ab Mitte des 13. Jahrhunderts datiert werden. Die älteste deutschsprachige Fabelsammlung ist wohl Ulrich Boners Edelstein (etwa 1324). Unter dem Titel Dialogus creaturarum (Gespräch der Geschöpfe) wurde eine um 1400 entstandene und bis ins 16. Jahrhundert anonyme Sammlung von 122 Fabeln in lateinischer Sprache bekannt, die ins Niederländische und Französische übersetzt und ab 1480 in Gouda, Antwerpen, Köln und Stockholm mit Holzschnittillustrationen auch im Druck.

### Europäische Frühe Neuzeit
Die Fabelliteratur verbreitete sich seit Beginn der Frühen Neuzeit in ganz Europa als eine standesübergreifende populäre Literaturgattung. Philipp Melanchthon (1497–1560) empfahl 1528 die Lektüre der Fabeln Äsops gleich nach dem Erwerb der Lesefähigkeit für die zweite Klasse einer für alle Kinder im Kurfürstentum Sachsen als verpflichtend vorzusehenden Lateinschule. Martin Luther (1483–1546) erklärte in der Vorrede zu seiner deutschen Übersetzung der Fabeln des Äsop, dass die „Fürsten und Herrn“ die Wahrheit, die sie sonst von keinem Weisen hören und ertragen möchten, „unter einer lustigen Lügenfarbe und lieblichen Fabeln kleiden“ und „durch Thierer und Bestien mund“ zu hören bekommen könnten, warnt dann aber doch, dass dennoch selbst Äsop „umb der Warheit willen ertödtet sey/ und jn nicht geholfen hat/ das er in Fabeln weise/ als ein Narr […] / solche Warheit die Thiere hat reden lassen/ Denn die Warheit ist das unleidlichste ding auff Erden.“

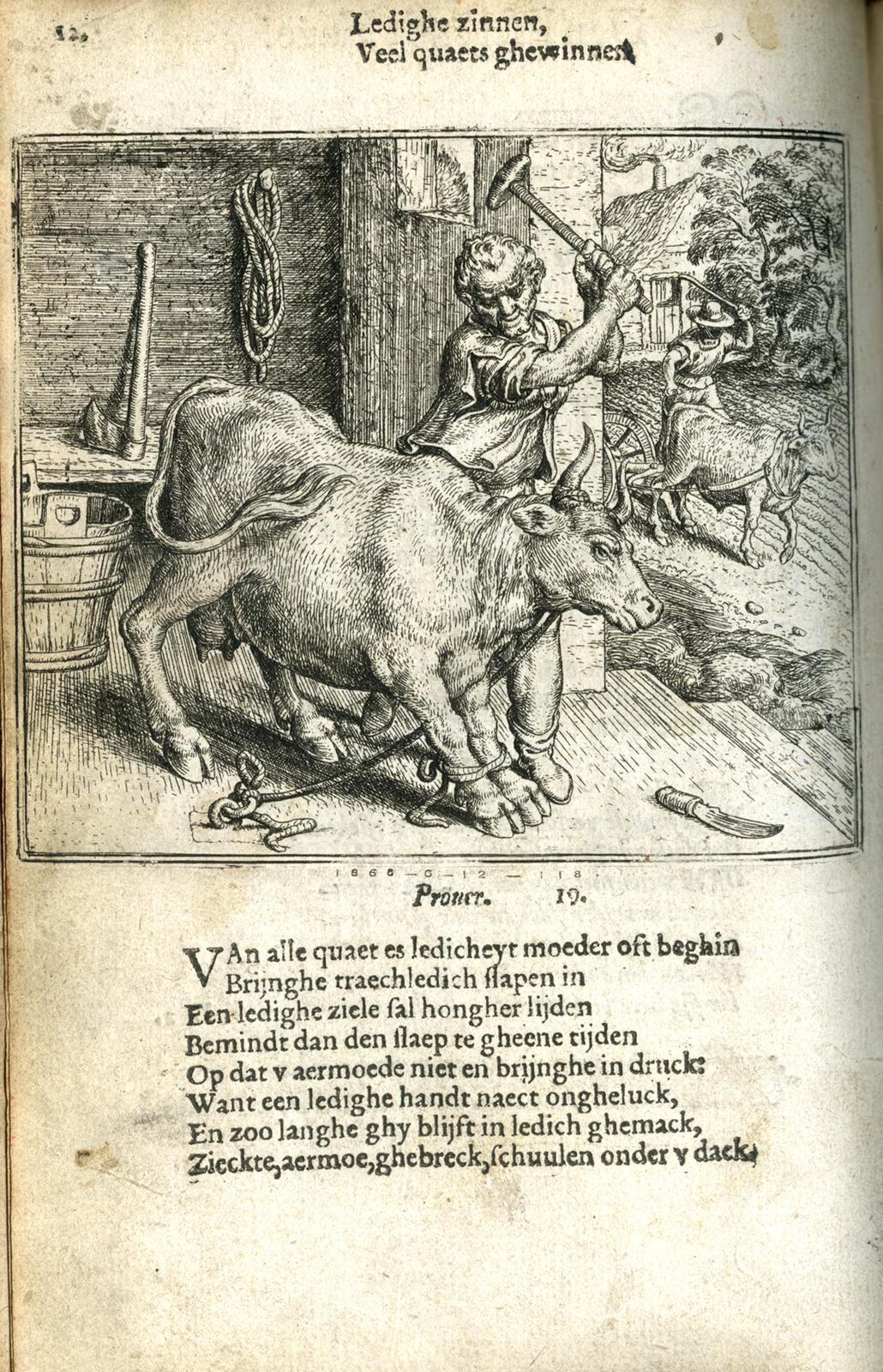
Eduard De Dene (Text), Marcus Gheeraerts (Radierung): Die Kuh und der Ochse, 97 × 113 mm. Eduard De Dene [Text], Marcus Gheeraerts [Radierungen]: De warachtighe fabulen der dieren. Pieter de Clerck, Brügge 1567, S. 12.

Mit der Ausgabe von Les Fables du tresancien Esope Phrigien, bei der eine französische Paraphrase jeder Fabel des Aesop durch ein Emblem aus einem kurzen französischen Lemma, einem Holzschnitt als Ikon und einem vierzeiligen französischen Epigramm eingeleitet wird, erfand Gilles Corrozet (1510–1568) 1542 ein neues Format, das als „emblematische Fabel“ bezeichnet wird. In zahlreichen Auflagen etwa mit den sorgfältiger gestalteten Holzschnitten von Bernard Salomon (1506–1561) oder in eigenständigen lateinischen Nachdichtungen wie der des Gabriello Faerno (1510–1561) von 1567 fand die emblematische Fabel reiche Nachfolge und beförderte die weite Verbreitung der Fabel im 16. und 17. Jahrhundert als ethikdidaktische und politisch-kritische Bild- und Literaturgattung in ganz Europa. Bald schon folgten niederländische Nachdichtungen wie die des Eduard De Dene (1505–1576) mit den erzählerisch reichen Radierungen des Marcus Gheeraerts des Älteren (etwa 1520/1521 bis nach 1586 und vor 1604) von 1567, die von Philipp Galle (1537–1612) opulent bebilderte anonyme französischsprachige Fabelsammlung von 1578 und die niederländische Fabeledition Joost van den Vondels (1587–1679) von 1617 mit den noch einmal szenisch gesteigerten Radierungen. In der zweiten Hälfte des 17. Jahrhunderts waren besonders die französischsprachige Nachdichtung Pierre Millots von 1646 nach Äsop und Jean de La Fontaines (1621–1695) Anthologie großenteils selbst verfasster Fabeln von 1668 in ganz Europa bekannt.
Im deutschsprachigen Raum erreichte die Fabeldichtung während des 18. Jahrhunderts ihren Höhepunkt. Die schlichte lehrhafte Fabel wurde nun als Opposition zum abgelehnten ‚Schwulst‘ des höfischen Pathos stilisiert. Angestoßen wurde die deutsche Fabeldichtung vor allem durch Antoine Houdar de la Mottes (1672–1731) Discours sur la Fable (1719). La Mottes Fabelbuch wurde von Dichtern wie Daniel Wilhelm Triller (1695–1782) zum Ausgangspunkt genommen, um Anschluss an die deutsche Fabeltradition des Humanismus zu finden. Erst in den 1740er-Jahren setzte mit Christian Fürchtegott Gellert (1715–1769) auch eine stilistische Rezeption der französischen Fabeldichtung, insbesondere derer von Jean de La Fontaine, ein. Charakteristisch für die Fabeln von La Fontaine ist u. a. der Verzicht auf ein belehrendes Epimythion zugunsten von Ironie. Dies wurde von den deutschen Fabeldichtern übernommen. Ziel war es nun, den Leser indirekt zum richtigen Urteilen zu erziehen, statt ihm explizite Lebensratschläge zu geben. Die Fabeln des mittleren 18. Jahrhunderts sind stark selbstreferenziell und weichen vom klassischen Fabelpersonal ab: Es gab jetzt mehr Menschenfabeln, und auch die Zahl der Singvögel in den Fabeln wuchs an. Dies ist auch bei Gotthold Ephraim Lessing (1729–1781) zu beobachten. Lessing plädierte für eine Rückkehr zum antiken Fabelmodell und schrieb seine Fabeln (1759) durchgängig in Prosa. Er ist der bedeutendste Referenzautor für die heutigen Fabeldefinitionen.
François-Joseph Terrasse Desbillons SJ (1711–1789) verfasste in der Tradition der europäischen Antike wieder lateinische Fabeln.
Eine reiche Fabeltradition hat sich auch in Polen entwickelt. Zu nennen ist hier besonders Ignacy Krasicki (1735–1801).

### Moderne und Gegenwart
In Deutschland haben Matthias Claudius (1740–1815), Franz Grillparzer (1791–1872) , Heinrich Heine (1797–1856), Wilhelm Busch (1832–1908), Franz Kafka (1883–1924), Wolfdietrich Schnurre  (1920–1989) und Reiner Kunze (* 1933) vereinzelt Fabeln veröffentlicht.
In Russland ist Iwan Andrejewitsch Krylow (1769–1844) der bedeutendste Fabeldichter.
In den 1950er-Jahren reaktivierte vor allem James Thurber (1894–1961) (Fables of Our Time und New Fables of Our Time) die seit dem Biedermeier marginalisierte Gattung.
Zu nennen sind auch die Fabeln des Südamerikaners Augusto Monterroso (1921–2003).
Der deutsche Schriftsteller und Illustrator Walter Moers veröffentlichte 2024 das Buch Das Einhörnchen, das rückwärts leben wollte. In diesem Werk schrieb er zwanzig „Flabeln“ auf, eine Literaturgattung aus Moers Fantasyuniversum „Zamonien“. Der Begriff „Flabel“ sei hierbei eine Abkürzung des Begriffs „Lachfabel“. Moers modernisiert seiner eigenen Aussage nach die Fabel und holt diese in das 21. Jahrhundert durch Kritik an der Gattung, Ironie und Witz.

## Charakteristische Merkmale einer Fabel

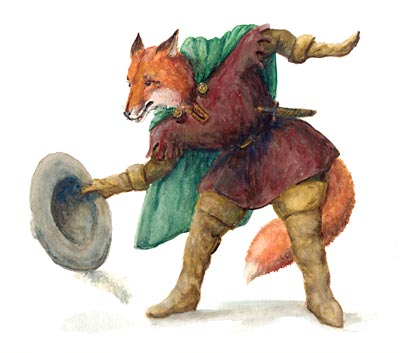
Reineke Fuchs

- In Fabeln werden meistens kein genauer Ort und keine Zeit genannt.
- Im Mittelpunkt der Handlung stehen oft Tiere, seltener Pflanzen oder Dinge, denen menschliche Eigenschaften zugeordnet sind.
- Die Tiere handeln, denken und sprechen wie Menschen und stellen meist charakteristische Stereotype dar.
- Die Fabel will belehren und unterhalten (fabula docet et delectat).
- Nach Lessing soll die Fabel einen allgemeinen moralischen Satz auf einen besonderen Fall zurückführen und diesen dann in Form einer Geschichte darstellen.
- Die Personifikation der Tiere dient dem Autor häufig als Schutz vor Bestrafung o. Ä., denn er übt keine direkte Kritik, etwa an Zeitgenossen.
- Häufiges Fabelthema, vor allem im Zeitalter der Aufklärung, ist die Ständeordnung und die Kritik an ihr.
- In der Fabel herrscht eine Einheit von Ort, Zeit und Handlung. Die Situation findet nur an einem einzigen Ort und in einer kurzen Zeitspanne statt.
- Es gibt nur eine Haupthandlung und keine Nebenhandlungen.[24]
- Eine Fabel bedient sich meist einer einfachen Sprache, um allgemein verständlich zu sein.
- Die Auswahl der Tiere beschränkt sich auf bekannte Tiere, die der Gemeinschaft geläufig sind (beispielsweise Fuchs, Rabe, Lamm).[25]

## Möglicher Aufbau einer Fabel
Anamythion oder Promythion: Ein vorangestellter Lehrsatz (eher selten)
- Ausgangssituation
- Konfliktsituation
  - Aktion oder Rede
  - Reaktion oder Gegenrede
- Lösung / Ergebnis

Epimythion: Ein nachgestellter Lehrsatz (vgl. „Die Moral von der Geschicht’“).
In der Regel enthält eine Fabel entweder ein Anamythion oder ein Epimythion.
Ein solcher Lehrsatz wird manchmal gar nicht explizit genannt, damit der Leser ihn selbst herausfindet oder weil er ganz offensichtlich ist. Die Fabel dient bei vorgestelltem Lehrsatz als plastische Verdeutlichung einer Lehre, im häufiger vorkommenden nachgestellten Lehrsatz ist sie die Geschichte, die den Leser auf ein Problem stößt.

## Tierfabel
Tierfabeln sind Fabeln, in denen Tiere wie Menschen handeln und menschliche Eigenschaften haben. Anders als im Roman entwickeln sich die Figuren in der Regel nicht weiter, sondern weisen stabil bleibende Charakterzüge auf. Den Tieren werden dabei in der Regel Eigenschaften zugeschrieben, die sich in fast allen Fabeln gleichen, sodass der Fuchs z. B. als listig dargestellt wird, der Esel als dumm und der Wolf als böse.
In der Tierfabel wird der personifizierte Charakter des Fabeltieres durch einen charakteristischen Namen unterstrichen.

### Tiere und ihre Fabelnamen
Tiernamen nach der germanischen Fabeltradition
| Name            | Tier      | Charakter                                  | Anmerkungen; Literaturbeispiel |
| --------------- | --------- | ------------------------------------------ | --- |
| Adebar          | Storch    | stolz                                      | |
| Adelheid        | Gans      | geschwätzig                                | anderer Name: Alheid; „Zu guter Letzt“ von Wilhelm Busch |
| Arbnora         | Igel      | introvertiert                              | Dieser Artikel oder nachfolgende Abschnitt ist nicht hinreichend mit Belegen (beispielsweise Einzelnachweisen ) ausgestattet. Angaben ohne ausreichenden Beleg könnten demnächst entfernt werden. Bitte hilf Wikipedia, indem du die Angaben recherchierst und gute Belege einfügst. Name des Igels                                         |
| Äugler          | Kaninchen | vorlaut, frech                             | „Reineke Fuchs“ von Johann Wolfgang von Goethe |
| Bellyn          | Widder    | ängstlich, schwach, aber klug              | |
| Bokert          | Biber     | fleißig und arbeitsam (arbeitswütig)       | „Reineke Fuchs“ von Goethe |
| Boldewyn        | Esel      | störrisch, faul                            | Dieser Artikel oder nachfolgende Abschnitt ist nicht hinreichend mit Belegen (beispielsweise Einzelnachweisen ) ausgestattet. Angaben ohne ausreichenden Beleg könnten demnächst entfernt werden. Bitte hilf Wikipedia, indem du die Angaben recherchierst und gute Belege einfügst. Name des Esels                                         |
| Braun           | Bär       | stark, kriegerisch, tumb, unklug           | auch: Meister Petz; „Reineke Fuchs“ von Goethe |
| Elster          | Elster    | diebisch, eitel                            | „Der Adler und die Elster“ (de La Fontaine) |
| Ermelyn         | Fähe      | listig und schlau                          | „Reineke Fuchs“ von Goethe |
| Gieremund       | Wölfin    | böse, dem Bauch gehorchend                 | „Reineke Fuchs“ von Goethe |
| Grimbart        | Dachs     | bedächtig, ruhig                           | „Reineke Fuchs“ von Goethe |
| Henning         | Hahn      | eitel und schlau                           | „Reineke Fuchs“ von Goethe |
| Hinze           | Kater     | eigenwillig                                | „Reineke Fuchs“ von Goethe |
| Hylax           | Hund      | treu und gutherzig                         | |
| Isegrim         | Wolf      | dem Bauch gehorchend                       | „Reineke Fuchs“ von Goethe |
| Kratzefuß       | Henne     | eitel                                      | „Reineke Fuchs“ von Goethe |
| Lamb            | Lamm      | unschuldig, wehrlos                        | Dieser Artikel oder nachfolgende Abschnitt ist nicht hinreichend mit Belegen (beispielsweise Einzelnachweisen ) ausgestattet. Angaben ohne ausreichenden Beleg könnten demnächst entfernt werden. Bitte hilf Wikipedia, indem du die Angaben recherchierst und gute Belege einfügst. Name des Lammes                                        |
| Leo, Leu, Nobel | Löwe      | stolz, mächtig, gefährlich                 | „Der Löwe und die Maus“ von Äsop |
| Lupardus        | Leopard   | gerissen                                   | |
| Lütke           | Kranich   | bürokratisch                               | „Reineke Fuchs“ von Goethe |
| Lynx            | Luchs     | vorsichtig                                 | |
| Markart         | Häher     | vorlaut                                    | „Reineke Fuchs“ von Goethe |
| Martin          | Affe      | eitel, intrigant                           | „Reineke Fuchs“ von Goethe |
| Meister Lampe   | Hase      | vorlaut und ängstlich                      | Dieser Artikel oder nachfolgende Abschnitt ist nicht hinreichend mit Belegen (beispielsweise Einzelnachweisen ) ausgestattet. Angaben ohne ausreichenden Beleg könnten demnächst entfernt werden. Bitte hilf Wikipedia, indem du die Angaben recherchierst und gute Belege einfügst. Allgemein bekannt, aber auch das sollte bbelegt werden |
| Meister Petz    | Bär       | gutmütig, naiv                             | „Der Tanzbär“ von Christian Fürchtegott Gellert |
| Merkenau        | Krähe     | naseweis                                   | |
| Metke           | Ziege     | meckernd, stur, unnachgiebig               | „Die zwei Ziegen“ von Albert Ludwig Grimm |
| Murner          | Katze     | schläfrig                                  | „Leben und Schicksale des Katers Rosaurus“ von Amalie Winter |
| Pflückebeutel   | Rabe      | eitel und dumm, besserwisserisch, diebisch | „Vom Fuchs und Raben“ von Äsop |
| Reineke         | Fuchs     | schlau und hinterlistig                    | „Matten Has“ von Klaus Groth |
| Swinegel        | Igel      | schlau                                     | „Der Hase und der Igel“ von Ludwig Bechstein |
| Tybbke          | Ente      | dumm                                       | „Reineke Fuchs“ von Goethe |
| Wackerlos       | Hündchen  | affektiert                                 | „Reineke Fuchs“ von Goethe |

### Bekannte Tierfabeln
allgemein und Sammlungen
- Ecbasis captivi
- Farm der Tiere (verfilmt als Aufstand der Tiere)
- Kalīla wa Dimna
- Koie Buch
- Panchatantra

nach Tierart
- Die Äffin und ihre Kinder
- Die Ameise und die Heuschrecke
- Meister Bockert
- Das Einhorn im Garten
- Froschmäusekrieg
- Froschmeuseler
- Der Fuchs und die Trauben
- Vom Fuchs und Raben
- Reineke Fuchs
- Reineke Fuchs (Goethe)
- Roman de Renart
- Van den vos Reynaerde
- Der Hase und der Igel
- Matten Has
- Meister Lampe
- Unten am Fluss (Kaninchen)
- Der Adler, die Wildsau und die Katze
- Das Lamm und der Wolf
- Fabel vom Löwenanteil
- Der alte Löwe, der Eber, der Stier und der Esel
- Der Löwe und das Mäuschen
- Der Löwe und die Maus
- Kleine Fabel (Maus)
- Die zwei Schakale
- Der Sperling und seine vier Kinder
- Der verschwenderische Jüngling und die Schwalbe
- Der Hirtenjunge und der Wolf
- Wolf im Schafspelz
- Fabel vom klugen Wolf und den neun dummen Wölfen

## Pflanzenfabel
Beispiele:
- Le Chêne et le Roseau
- Jotamfabel

## Fabeldichter und -übersetzer (Auswahl)
- Äsop (um 600 v. Chr.)
- Phaedrus (um 20 v. Chr. – um 50 n. Chr.)
- Babrios (im 2. Jh. n. Chr.)
- Petrus Alfonsi (11./12. Jahrhundert)
- Leonardo da Vinci (1452–1519)
- Biernat von Lublin (1465–1529)
- Martin Luther (1483–1546)
- Hans Sachs (1494–1576)
- Eduard De Dene (1505–1576)
- Gabriello Faerno (1510–1561)
- Gilles Corrozet (1510–1568)
- Bartosz Paprocki (1540–1614)
- Wolfhart Spangenberg (1567–1636)
- Joost van den Vondel (1587–1679)
- Jean de La Fontaine (1621–1695)
- Antoine Houdar de la Motte (1672–1731)
- Daniel Wilhelm Triller (1695–1782)
- François-Joseph Terrasse Desbillons SJ (1711–1789)
- Christian Fürchtegott Gellert (1715–1769)
- Johann Wilhelm Ludwig Gleim (1719–1803)
- Magnus G. Lichtwer (1719–1783)
- Gotthold Ephraim Lessing (1729–1781)
- Ignacy Krasicki (1735–1801)
- Matthias Claudius (1740–1815)
- Johann Heinrich Pestalozzi (1746–1827)
- Jean-Pierre Claris de Florian (1755–1794)
- Iwan Andrejewitsch Krylow (1769–1844)
- Christian August Fischer (1771–1829)
- Wilhelm Hey (1789–1854)
- Franz Grillparzer (1791–1872)
- Heinrich Heine (1797–1856)
- Pierre Lachambeaudie (1806–1872)
- Wilhelm Busch (1832–1908)
- Joel Chandler Harris (1848–1908)
- Elieser Steinbarg (1880–1932)
- Franz Kafka (1883–1924)
- James Thurber (1894–1961)
- Wolfdietrich Schnurre (1920–1989)
- Augusto Monterroso (1921–2003)
- Helmut Arntzen (1931–2014)
- Reiner Kunze (* 1933)

## Gedruckte Fabelsammlungen

### Mittelalter
Dyalogus creaturarum. Dat is Twispraec der creaturen. Gheraert Leeu, Gouda 1481 (Digitalisat in Internet Archive).

### Frühe Neuzeit
- Gilles Corrozet: Les fables du tresancien Esope phrygien. Denis Janot, Paris 1542 (Digitalisat in Münchener DigitalisierungsZentrum); Jean de Tournes, Guillaume Gazeau, Lyon, 1549 (mit Illustrationen von Bernard Salomon) (Digitalisat in Herzog August Bibliothek Wolfenbüttel).
- Gabriello Faerno: Centum Fabulae ex antiquis auctoribus delectae. Christoffel Plantijn, Antwerpen 1567 (Digitalisat in Münchener DigitalisierungsZentrum).
- Eduard De Dene (Text), Marcus Gheeraerts der Ältere (Radierungen): De warachtighe fabulen der dieren. Pieter de Clerck, Brügge 1567 (Digitalisat in Gallica).
- Anonym: Esbatement moral des animaux. Gerard Smits für Philipp Galle, Antwerpen 1578 (Digitalisat in Gallica).
- Joost van den Vondel: Vorsteliicke Warande der dieren. Dirk Pietersz. Pers, Amsterdam 1617 (Digitalisat in GoogleBooks).
- Pierre Millot: Les Fables d’Aesope traduites fidèlement du Grec avec un Choix de plusieurs autres Fables attribuées à Aesope par des Autheurs anciens. Joseph Tainturier, Bourg-en-Bresse 1646 (Digitalisat in Gallica).
- Jean de La Fontaine: Fables choisies, mises en vers. Denys Thierry, Paris 1668 (Digitalisat in GoogleBooks).

### Moderne und Gegenwart
- Theodor Etzel: Fabeln und Parabeln der Weltliteratur. Komet Verlag, Köln o. J., ISBN 3-89836-388-0 (Neuausgabe, mit 101 Originalillustrationen).
- Fabeln aus drei Jahrtausenden, Auswahl und Nachwort von Reinhard Dithmar, mit 23 Holzschnitten, davon 16 koloriert, Manesse Verlag, Zürich 1998, ISBN 3-7175-1520-9.
- Dirk Seliger: Fabeln. Buch 1–3. amicus Verlag, Föritz 2002, 2005 und 2006, ISBN 978-3-935660-11-2, ISBN 978-3-935660-24-2, ISBN 978-3-935660-86-0 (mit zahlreichen Illustrationen aus der Hand des Autors).
- Irmgard Harrer (Hrsg.): Das Fabelbuch von Aesop bis heute. Annette Betz Verlag im Verlag Carl Ueberreuter, Wien / München 2003, ISBN 3-219-11104-1 (illustriert von Silke Leffler, ausgezeichnet in Österreich als schönstes Buch des Jahres 2003).
- Florian Russi: Der verliebte Schwan und 35 weitere Fabeln. Mitteldeutscher Verlag, Halle 2016, ISBN 978-3-95462-708-0.

## Zitat mit Übersetzung
1. ↑  S. 12

Eduard De Dene (Text), Marcus Gheeraerts (Radierung): De warachtighe fabulen der dieren. Pieter de Clerck , Brügge 1567, S. 12–13:

Die Kuh und der Ochse:

S. 12
 „Ledighe zinnen, / Veel quaets ghewinnen

Prouer. 19.

VAn alle quaet es ledicheyt moeder oft beghin /  Brijnghe traechledich slapen in /  Een ledighe ziele sal hongher lijden /  Bemindt dan den slaep te gheene tijden /  Op dat v aermoede niet en brijnghe in druck: /  Want een ledighe handt naect ongheluck, /  En zoo langhe ghy blijft in ledich ghemack, /  Zieckte, aermoe, ghebreck schuulen onder v dack.

Coe ende Osse.

S. 13

EEn Coe staende te vettene int groene /  Met eten en ligghen passeerde den tijt, /  Daer den Osse moest slauen auendt en noene /  Treckende den Plouch, en wasser yet te doene /  Dat aerbeyt was, moest doen zonder respijt: /  De Coe (zoo zy te stalle camen) dede hem verwijt /  Dat hy was d’ellendichste beeste vande stallen, /  Ick ben (zey zy) weeldigher dan ghy zijt: /  Wan ick ete en drijncke wel, en doen niet met allen.

De Coe aldus ghevet zijnde, wiert ten eynde /  Ghecoordt wech gheleedt om te slane ras /  Den Osse dit ziende, alsdoen wel bekende /  Dat hy (die hem tot slauen ghewende) /  Veel gheluckigher dan het Coeyken was: /  Ick blijue (zeyde hy tot haer) op dit pas /  Leuende en fraey, al moet ick weelde deruen: /  Maer ghy gaet steruen v en helpt wee noch gras, /  Lieuer met aerbeyt leuen. dan weeldich steruen. /  Insghelijcx varet oock met de gone /  Die alderley weelden zijn ghewone /  Zij meenen zoo blijuen, want om de doodt /  (De welcke is der sonden eyghen zone) /  Dijncken zij niet, al waert wel noodt: /  Te wijlent eedt de Slaue gherustelick zijn broodt.“

Deutsche Übersetzung:

„Untätige Gedanken bringen viel Übel hervor.

Sprüche 19.

Von allem Übel ist die Untätigkeit oft die Mutter oder der Anfang, bringt einen schwerfälligen Schlaf.  Eine untätige Seele wird Hunger leiden, liebt dann den Schlaf zu keiner Zeit. Auf dass deine Armut keinen Druck bringe: Denn eine untätige Hand bringt Unglück, und solange du in träger Bequemlichkeit verweilst, verbergen sich Krankheit, Armut und Mangel unter deinem Dach.

Kuh und Ochse. Eine Kuh, die im Grünen steht und sich mästet. Mit Essen und Liegen verging die Zeit, während der Ochse von morgens bis abends arbeiten musste, den Pflug ziehend, und es gab viel zu tun, die Arbeit musste er ohne Pause verrichten: Die Kuh (als beide zurück in den Stall kamen) machte ihm Vorhaltungen, dass er das elendeste Tier im Stall sei: ‚Ich bin‚ (sagte sie) ‚wohlhabender als Du: Denn ich esse und trinke gut, und tue gar nichts.‘

Die Kuh, da sie so gesprochen hatte, wurde schließlich angebunden und weggeführt, um rasch geschlachtet zu werden. Als der Ochse das sah, erkannte er wohl, dass er (der zum Arbeiten gebraucht wurde) viel glücklicher war als das Kühlein: ‚Ich bleibe (sagte er zu ihr) auf diese Weise schön am Leben, auch wenn ich an Wohlstand darben muss: Du aber wirst sterben und wirst weder Hilfe noch Gras haben.‘ Lieber mit Arbeit leben als wohlhabend sterben.

Ebenso geschieht es auch mit denen, die allerlei Wohlstand gewohnt sind. Sie meinen, so bleibe es, denn an den Tod (der das eigene Gebiet der Sünden ist) denken sie nicht, auch wenn es nötig wäre: Zuweilen isst der Sklave sein Brot ruhig.“